# Hurup-Gettrup-Helligsø Pastorat
Hurup-Gettrup-Helligsø Pastorat er et pastorat i Sydthy Provsti og i Refs Herred. 

## Pastoratet
Området bestod tidligere af Helligsø–Gettrup Pastorat og Hurup Pastorat.
Der er er to præster i pastoratet. Præsten i Hurup tager sig fortrinsvis af Hurup Sogn, mens præsten i Helligsø fortrinsvis tager sig af Gettrup og Helligsø sogne. For tiden er det præsten i Hurup, der fører kirkebogen.

## Kommuner
Helligsø–Gettrup og Hurup blev sognekommuner i 1842. I 1970 blev de to gamle sognekommuner en del af Sydthy Kommune, der i 2007 blev en del af Thisted Kommune.

## Menighedsråd
I november 2012 blev der valgt to menighedsråd i pastoratet. Det var Hurup Sogns Menighedsråd og Helligsø-Gettrup Sognes Menighedsråd. Tidligere var der tre menighedsråd, da Gettrup og Helligsø dengang havde hvert sit menighedsråd.

## Nabopastorater
Hurup-Gettrup-Helligsø Pastorat grænser op til Vestervig-Agger Pastorat, Bedsted-Grurup Pastorat (i Hassing Herred), Boddum-Ydby-Heltborg Pastorat og Hvidbjerg-Lyngs Pastorat (på Thyholm i Struer Provsti) samt Nissum Bredning (den vestligste del af Limfjorden).